# أندرياس شتادلر
أندرياس شتادلر (بالألمانية: Andreas Stadler)‏ هو عالم سياسة نمساوي، ولد في 1965.